# Lijst van rijksmonumenten in 't Harde
De plaats 't Harde telt 26 inschrijvingen in het rijksmonumentenregister. Hieronder een overzicht.
| Object                                                            | Oorspronkelijke functie?  | Bouwjaar        | Architect | Locatie                | Coördinaten?                  | Nr.?   | Afbeelding         |
| ----------------------------------------------------------------- | ------------------------- | --------------- | --------- | ---------------------- | ----------------------------- | ------ | ------------------ |
| Witgepleisterd landarbeidershuisje onder riet gedekt zadeldak     | Woonhuis                  | midden 19e eeuw |           | Bovendwarsweg 61       | 52° 25' 13" NB, 5° 53' 57" OL | 14939  | Meer afbeeldingen  |
| Witgepleisterd landarbeidershuisje onder met riet gedekt wolfsdak | Boerderij                 | laat 19e eeuw   |           | Vale Ouwelaan 147      | 52° 24' 58" NB, 5° 53' 19" OL | 14940  | Meer afbeeldingen  |
| Officierspaviljoen                                                | Militair verblijfsgebouw  | 1878 en later   |           | Eperweg 149            | 52° 23' 45" NB, 5° 54' 39" OL | 396659 | Officierspaviljoen |
| Kantinegebouw                                                     | Militair verblijfsgebouw  | 1883-1885       |           | Eperweg 149            | 52° 23' 45" NB, 5° 54' 39" OL | 396690 | Upload foto        |
| Kazernegebouw                                                     | Militair verblijfsgebouw  | 1878            |           | Eperweg 149            | 52° 23' 55" NB, 5° 52' 40" OL | 396691 | Upload foto        |
| Wachtgebouwtje                                                    | Militair wachtgebouw      | 1881            |           | Eperweg 149            | 52° 23' 45" NB, 5° 54' 39" OL | 396692 | Upload foto        |
| Keuken en waschinrichting                                         | Militaire opslagplaats    | 1878 en later   |           | Eperweg 149            | 52° 23' 45" NB, 5° 54' 39" OL | 396693 | Upload foto        |
| Woonhuis                                                          | Woonhuis                  | 1884            |           | Koningin Julianaweg 10 | 52° 23' 45" NB, 5° 54' 39" OL | 396694 | Upload foto        |
| Arsenaal                                                          | Militaire opslagplaats    | 1879            |           | Julianastraat 10       | 52° 23' 45" NB, 5° 54' 39" OL | 396695 | Upload foto        |
| Kampwachterswoning                                                | Woonhuis                  | 1879            |           | Koningin Julianaweg 3  | 52° 23' 31" NB, 5° 54' 26" OL | 396696 | Upload foto        |
| Artillerie Schietkamp                                             | Militair verblijfsgebouw  | 1877-1885       |           | Eperweg 149            | 52° 23' 45" NB, 5° 54' 39" OL | 452013 | Upload foto        |
| Het Bovenkamp                                                     | Militair verblijfsgebouw  | 1880            |           | Eperweg 149            | 52° 23' 45" NB, 5° 54' 39" OL | 452014 | Upload foto        |
| De Ambulance                                                      | Militair verblijfsgebouw  | 1880            |           | Eperweg 149            | 52° 23' 45" NB, 5° 54' 39" OL | 452015 | Upload foto        |
| Landgoed Zwaluwenburg                                             | Kasteel, buitenplaats     | 1728            |           | Zwaluwenburg 4         | 52° 26' 0" NB, 5° 52' 33" OL  | 512923 | Meer afbeeldingen  |
| Zwaluwenburg: tuin- en parkaanleg                                 | Tuin, park en plantsoen   | 1728            |           | Zwaluwenburg bij 4     | 52° 25' 54" NB, 5° 52' 40" OL | 512925 | Meer afbeeldingen  |
| Zwaluwenburg: toegangshek met hekwerk                             | Tuin, park en plantsoen   | 1900            |           | Zwaluwenburg bij 4     | 52° 25' 60" NB, 5° 52' 32" OL | 512926 | Meer afbeeldingen  |
| Zwaluwenburg: rentmeesterswoning met entree                       | Bijgebouwen kastelen enz. | 1915            |           | Eperweg 7              | 52° 25' 50" NB, 5° 52' 19" OL | 512927 | Meer afbeeldingen  |
| Zwaluwenburg: boerderij Zwaluwenburg met bakhuisje                | Bijgebouwen kastelen enz. | 1794            |           | Zwaluwenburg 3         | 52° 26' 3" NB, 5° 52' 46" OL  | 512928 | Upload foto        |
| Zwaluwenburg: boerderij                                           | Bijgebouwen kastelen enz. | 1814            |           | Zwaluwenburg 7         | 52° 25' 53" NB, 5° 52' 42" OL | 512929 | Upload foto        |
| Zwaluwenburg: boerderij/dienstwoning                              | Bijgebouwen kastelen enz. | 1843            |           | Zwaluwenburg 2         | 52° 26' 6" NB, 5° 52' 30" OL  | 512930 | Upload foto        |
| Zwaluwenburg: duiker                                              | Waterweg, werf en haven   | vroeg-20e eeuw  |           | Zwaluwenburg bij 4     | 52° 26' 17" NB, 5° 52' 21" OL | 512931 | Upload foto        |
| Zwaluwenburg: entree                                              | Kasteel, buitenplaats     | begin 20e eeuw  |           | Zwaluwenburg 4         | 52° 26' 8" NB, 5° 52' 6" OL   | 512932 | Meer afbeeldingen  |
| Herdenkingsmonument                                               | Gedenkteken               | 1925            |           | Eperweg 149            | 52° 23' 45" NB, 5° 54' 39" OL | 522058 | Meer afbeeldingen  |
| Houten prieel                                                     | Tuin, park en plantsoen   | 1910-1925       |           | Eperweg 149            | 52° 23' 45" NB, 5° 54' 39" OL | 522060 | Upload foto        |
| Urinoir                                                           | Straatmeubilair           | 1920-1930       |           | Eperweg bij 149        | 52° 23' 45" NB, 5° 54' 39" OL | 525523 | Upload foto        |